# Aléxandros Grigorópulos
Aléxandros Grigorópulos, em grego Αλέξανδρος Γρηγορόπουλος, (25 de junho de 1993 — 6 de dezembro de 2008) foi um estudante grego que morreu após ser atingido por um dos três tiros efetuados pelo guarda especial Panagiótis Avramídis (Παναγιώτης Αβραμίδης), no distrito central de Exárchia em Atenas, Grécia.

## Vida familiar
Aléxandros, conhecido como Grégory por seus amigos, era filho de pais divorciados. Vivia em um apartamento na região de Palaio Psixiko, norte da cidade de Atenas, junto com sua mãe, uma joalheira de origem armênia, sua irmã e sua avó materna. Seu pai era bancário.

## Enterro tumultuado
O enterro de Aléxandros foi acompanhado por milhares de pessoas, muitas delas carregando flores brancas, no cemitério do bairro de Paleó Fáliro, região sul da cidade de Atenas. Com a chegada da polícia, alguns poucos confrontos aconteceram nas imediações. Pela tarde uma marcha pacífica organizada por pais, amigos e professores de Aléxandros que se dirigiu à praça frontal do parlamento. Em uma das faixas podia ser lido "Assassinos, O governo é o culpado." Com a adesão de mais pessoas e a chegada da tropa de choque a marcha pacífica deu lugar ao confronto direto.

## Informes e contradições
Apesar de um informe balístico apresentado pelo advogado de defesa do policial apontar que o jovem teria morrido por uma bala perdida e não por um disparo direto, como destaca uma rádio ateniense não se trata de um informe oficial. Os pais de Grigorópolus cuja autópsia assinala que morreu por um impacto de bala no coração, solicitaram que o informe balístico seja analisado por um perito.
Enquanto a polícia e o governo divulgam a informação de que a morte se deu em legítima defesa por policiais que estavam sendo cercados por um grupo de trinta jovens que lhes lançavam pedras e bombas, um vídeo da ação policial divulgado pela internet demonstraria não ter havido qualquer ataque contra o carro dos policiais que dispararam contra o jovem.
Segundo às informações recebidas pela anistia internacional sobre os ocorridos, o adolescente havia saído com seus amigos na noite de sábado. O grupo foi abordado em torno das nove horas da noite por dois policiais em um veículo os quais começaram uma troca de palavras com os jovens. Quando os oficiais estavam saindo do local, um dos adolescentes atirou uma garrafa de cerveja sobre o veículo policial. Os policiais estacionaram o carro, retornaram a pé e discutiram em tom de abuso com os adolescentes. Durante a discussão, um dos oficiais deu três tiros, um dos quais fatalmente atingiu Aléxandros Grigorópulos.

## Levante popular e greve geral

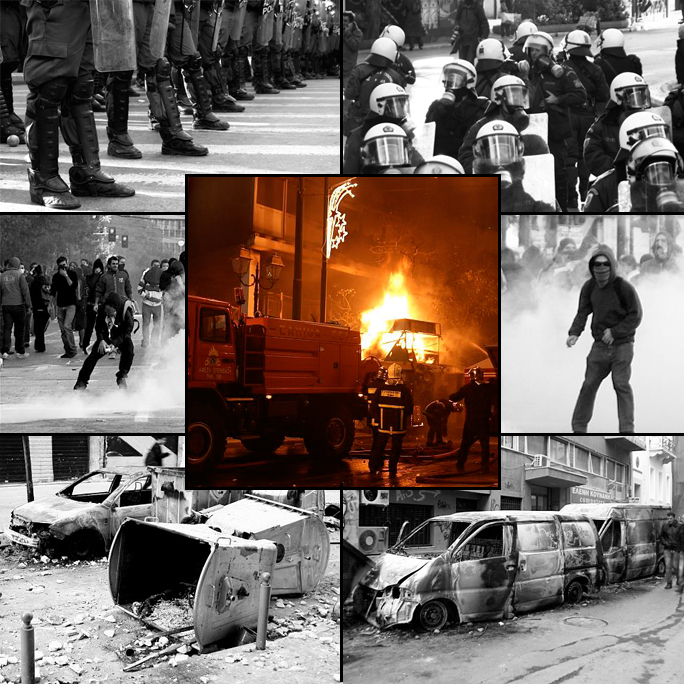
Imagens do levante popular e das forças de repressão nos confrontos que se seguiram à morte de Grigorópulos

O assassinato do garoto causou uma grande onda de revoltas resultando em levantes populares (também chamados de distúrbios da ordem pelas autoridades locais), em atos de destruição de lojas e bancos e confrontos com a polícia em Atenas, em Tessalônica e em muitas outras cidades gregas. Os confrontos, que começaram no dia 6 de dezembro, perduram por mais de uma semana.
A faculdade politécnica de Atenas, espaço histórico de manifestações políticas permaneceu ocupada durante dias por estudantes e trabalhadores. Também um canal de televisão foi ocupado pelos estudantes autonomistas da Universidade Politécnica que em rede nacional utilizaram o espaço de um noticiário para explicar porque se mobilizavam exigindo a renúncia imediata do presidente Károlos Papúlias e de sua gestão.
No quarto dia após a morte do jovem Grigorópulos por toda Grécia trabalhadores cruzam os braços declarando greve geral por tempo indeterminado. A greve que já havia sido programada pelas centrais sindicais em resposta às políticas de privatização, violência estatal e o aumento da pobreza e do desemprego, ganhou força com a morte de Aléxandros. Voos foram cancelados, bancos e escolas permanecem de portas fechadas, e hospitais só atendem casos emergenciais.
Os quatro dias de confronto entre policiais e populares pelas ruas das cidades, tornaram-se nesse contexto uma arma política estrategicamente explorada pelo partido de esquerda PASOK, de oposição ao governo de Kóstas Karamanlís de orientação conservadora, que pede a convocação de novas eleições legislativas antecipadas tentando frear uma reação violenta sem base representativa, assim como a renúncia do executivo.

## Homenagens e importância

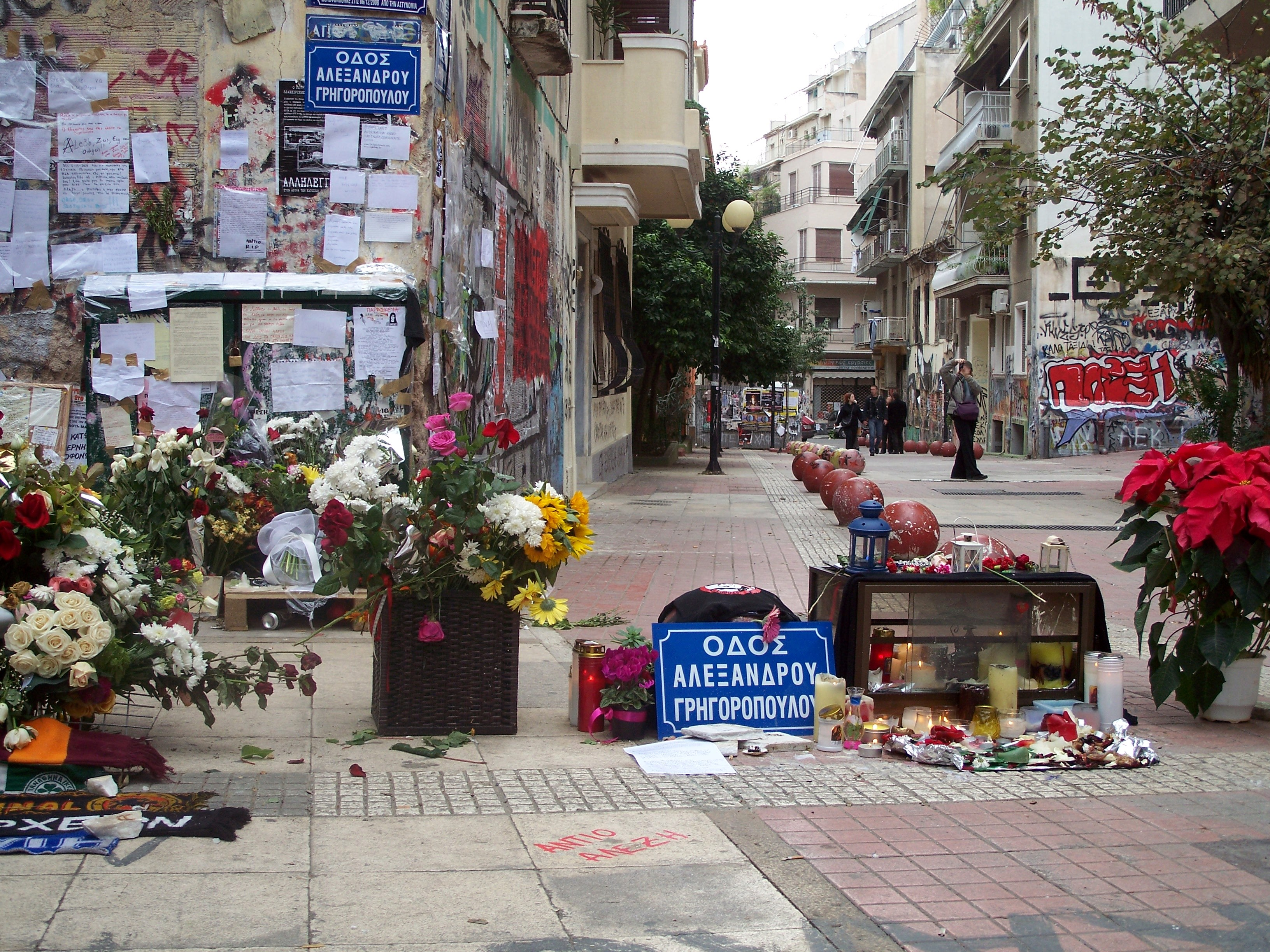
Cartas, flores e velas colocadas em homenagem a Aléxandros no local exato de sua morte

Nos dias que se seguiram a morte de Aléxandros milhares de homenagens reais e virtuais têm sido realizadas ao redor do mundo. No local onde Aléxandros foi assassinado centenas de velas, mensagens de apoio e flores foram colocadas por atenienses formando um verdadeiro memorial em sua homenagem. Na internet vídeos foram postados  em sites de hospedagem de audiovisuais como o YouTube, muitos deles em homenagem e solidariedade ao jovem morto pela polícia, outros mostram imagens da ação policial na qual foi o jovem foi morto, se misturando com as cenas dos confrontos. Também em sua homenagem os amigos um fórum no Facebook, que registou milhares de mensagens enviadas de todas as partes do mundo, e publicaram uma carta na imprensa grega que dizia o seguinte: "Não nos lanceis bombas lacrimogêneas, nós choramos sozinhos. Temos sonhos. Não nos mateis."
Nos meios libertários, não só na Grécia como em outras partes do mundo, Aléxandros Grigorópulos tornou-se um símbolo da violência estatal, sendo mesmo considerado algo como um mártir dos movimentos anticapitalistas. Outros exemplos recentes desse fenômeno são a morte de Carlo Giuliani por carabinieris italianos durante os confrontos das manifestações contra a reunião do Grupo dos oito em Gênova em 2001, e o assassinato de Brad Will por paramilitares vinculados ao PRI em Oaxaca, no ano de 2006.
Na história do Anarquismo no Brasil um caso análogo ao do assassinato de Grigorópulos foi a execução do jovem José Martinez também por um policial, na porta de uma fábrica em 1917. Martinez morreu lutando pelas 8 horas de trabalho diárias e por direitos laborais hoje consolidados. Esta morte deflagrou a Greve Geral de 1917.

## Primeiro aniversário da morte
Em 6 de dezembro de 2009, no primeiro aniversário da morte de Grigorópulos milhares de manifestantes novamente saíram as ruas em protesto tanto em Atenas quanto na Tessalônica. Nos dias anteriores diversos vídeos chamando as manifestações em memória ao assassinato do adolescente circularam pela internet e panfletos foram distribuídos nas praças, universidades e mercados da cidade.
Ainda pela manhã em Atenas se deram sérios enfrentamentos entre os manifestantes e as tropas de choque que tentou dissipar com violência uma manifestação de três mil pessoas. Os manifestantes responderam com coquetéis molotov e latas de lixo incendiadas. Dois carros de polícia foram incendiados e mais de quinze policiais ficaram feridos.
Dezenas de universidades e colégios foram ocupados pelos manifestantes em todo o país. E a loja da rede Starbucks foi incendiada na Tessalônica por manifestantes que enfrentavam a polícia. Na Universidade de Atenas um grupo de libertários substituiu a bandeira grega pela bandeira rubro-negra anarquista. E o reitor Christos Kittas foi levado ao hospital com ferimentos leves.
Também em Atenas dois carros de polícia foram incendiados e mais de quinze policiais ficaram feridos. Entre os manifestantes o número de feridos não foi calculado, mais de cem acabaram presos.

## Mortes e levantes antecedentes
Segundo algumas fontes, nem a morte de Grigorópulos, nem os levantes pelas ruas das cidades gregas seriam incidentes isolados ou acidentais. Ambos possuiriam como antecedentes uma série de ações e reações que permearia o século XX evidenciando um amplo histórico de violência estatal na Grécia contra grupos anarquistas e comunistas.
Em 1985, Michális Kaltezas, um jovem anarquista, também com quinze anos, foi morto por policiais junto com outro jovem de nome Chrístos Tsutosúvis. Suas mortes à época causaram igualmente grandes levantes em Atenas e em Tessalônica que duraram mais de uma semana. À época os policiais que mataram os dois jovens foram declarados inocentes pelo sistema judiciário grego, baseando-se no direito à legítima defesa.
Em 1991 o assassinato do professor Nikos Temponeras de tendência anticapitalista por membros da ala direita do Partido Nova Democracia, causou quase uma insurgência geral em todas as principais cidades da Grécia. Na cidade de Patra, local onde Temponeras foi morto, houve uma manifestação de vinte e cinco mil pessoas que foi seguida de um incêndio a uma delegacia e à prefeitura da cidade. No mesmo dia em Atenas quatro pessoas foram mortas em manifestações de grandes proporções, fato que resultou em manifestações ainda maiores. O levante popular só teve fim após a renúncia do Ministro da Educação.